# Жан Иполит
Жан Иполит (на френски: Jean Hyppolite) е френски философ, известен с доброто си познаване на творчеството на Хегел и на други германски философи, и с това, че преподава и образова някои от най-известните мислители от периода след Втората световна война.

## Биография и идеи
Роден е на 8 януари 1907 г. в Жонзак, департамент Шарант Маритим, Франция. Завършва Екол Нормал Сюпериор почти по същото време като Сартър. След като завършва предприема сериозно изучаване на Хегел, самообучавайки се по немски език, като чете „Феноменология на духа“ в оригинал. През 1939 г. той излиза със собствен превод – първия на френски език и неговите коментари след това ще станат основа за книгата „Генезис и структура на Феноменология на духа“ (1947).
Веднага след края на Втората световна война Иполит става професор в Университета в Страсбург, а след това се премества в Сорбоната през 1949 г. От 1963 г. до края на живота си е титуляр на Катедрата по история на философията в Колеж дьо Франс.
През 1952 г. публикува Logique et existence, работа, която най-вероятно има стартиращ ефект за това, което по-късно става известно като постмодернизъм. Тази книга се опитва да свърже хегеловата Феноменология с неговата Логика. С това тя повдига въпроси като тези за езика, битието и различието, които по-късно ще станат запазена марка за новата френска философия в края на 20 век.
Мишел Фуко дори посвещава встъпителната си лекция в Колеж дьо Франс на Жан Иполит като изтъква значимостта на неговите анализи за конституирането на модерната френска мисловност. Фуко споменава и че немски изследователи се обръщат към превода на Иполит, за да разберат писаното от Хегел – показателен анекдот, който по-късно Ален Бадиу разказва като личен опит.
Жан Иполит умира на 26 октомври 1968 г. в Париж на 61-годишна възраст.

### За него
- Hegel et la pensée moderne; séminaire sur Hegel dirigé par Jean Hyppolite au Collège de France (1967 – 1968) par Jacques d' Hondt
- Giuseppe Bianco (éd.), Jean Hyppolite, entre structure et existence, Paris, Presses de la rue d'Ulm, 2013.